# (5724) 1986 WE
(5724) 1986 WE là một tiểu hành tinh vành đai chính. Nó được phát hiện bởi Kenzo Suzuki và Takeshi Urata ở Toyota, Aichi, Nhật Bản, ngày 22 tháng 11 năm 1986.